# Agnes von Hessen-Kassel

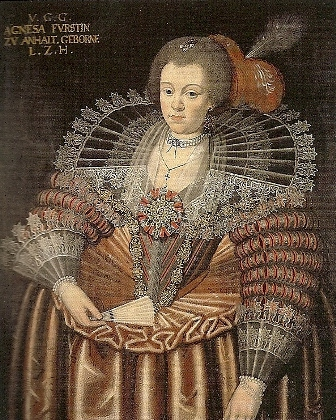
Agnes von Hessen-Kassel, Fürstin von Anhalt-Dessau

Agnes von Hessen-Kassel (* 14. Mai 1606 in Kassel; † 28. Mai 1650 in Dessau) war eine Prinzessin von Hessen-Kassel und durch Heirat Fürstin von Anhalt-Dessau.

## Leben
Agnes war eine Tochter des Landgrafen Moritz von Hessen-Kassel (1572–1632) aus dessen Ehe mit Juliane (1587–1643), Tochter des Grafen Johann von Nassau-Dillenburg. Ausgebildet mit ihren Geschwistern beherrschte Agnes sechs Sprachen und komponierte Musik.
Am 18. Mai 1623 heiratete sie in Dessau Fürst Johann Kasimir von Anhalt-Dessau (1596–1660). Agnes gelang es durch mündliche und schriftliche Verhandlungen mit Feldherren die Not des Landes im Dreißigjährigen Krieg abzumildern. Die Fürstin galt als kluge Wirtschafterin und Mathematikerin. 1645 errichtete sie in Nischwitz ein „Festes Haus“, aus dem später Schloss Oranienbaum hervorging.

## Nachkommen
Aus ihrer Ehe hatte Agnes folgende Kinder:
- Moritz (1624–1624)
- Dorothea (1625–1626)
- Juliane (1626–1652)
- Johann Georg II. (1627–1693), Fürst von Anhalt-Dessau (1660–1693)

⚭ 1659 Prinzessin Henriette Katharina von Nassau-Oranien (1637–1708)
- Luise (1631–1680)

⚭ 1648 Herzog Christian von Schlesien in Liegnitz (1618–1672)
- Agnes (1644–1644)